# Пайн-Хилс (Флорида)
Пайн-Хилс (англ. Pine Hills) — статистически обособленная местность, расположенная в округе Ориндж (штат Флорида, США) с населением в 41 764 человека по статистическим данным переписи 2000 года.

## География
По данным Бюро переписи населения США статистически обособленная местность Пайн-Хилс имеет общую площадь в 20,72 квадратных километров, из которых 20,72 кв. километров занимает земля и 0,52 кв. километров — вода. Площадь водных ресурсов округа составляет 2,51 % от всей его площади.
Статистически обособленная местность Пайн-Хилс расположена на высоте 35 м над уровнем моря.

## Демография
По данным переписи населения 2000 года в Пайн-Хилс проживало 41 764 человека, 9689 семей, насчитывалось 13 368 домашних хозяйств и 14 656 жилых домов. Средняя плотность населения составляла около 2015,64 человека на один квадратный километр. Расовый состав населённого пункта распределился следующим образом: 18,4 % белых, 63,3 % — чёрных или афроамериканцев, 0,3 % — коренных американцев, 3,6 % — азиатов, 0,0 % — выходцев с тихоокеанских островов, 1,3 % — представителей смешанных рас, 0,2 % — других народностей. Испаноговорящие составили от всех жителей статистически обособленной местности.
Из 13368 домашних хозяйств в 38,3 % воспитывали детей в возрасте до 18 лет, 36,5 % представляли собой совместно проживающие супружеские пары, в 28,7 % семей женщины проживали без мужей, 27,5 % не имели семей. 21,2 % от общего числа семей на момент переписи жили самостоятельно, при этом 6,9 % составили одинокие пожилые люди в возрасте 65 лет и старше. Средний размер домашнего хозяйства составил 3,11 человек, а средний размер семьи — 3,53 человек.
Население статистически обособленной местности по возрастному диапазону по данным переписи 2000 года распределилось следующим образом: 32,9 % — жители младше 18 лет, 10,2 % — между 18 и 24 годами, 30,6 % — от 25 до 44 лет, 18,4 % — от 45 до 64 лет и 7,9 % — в возрасте 65 лет и старше. Средний возраст жителей составил 30 лет. На каждые 100 женщин в Пайн-Хилс приходилось 92,9 мужчин, при этом на каждые сто женщин 18 лет и старше приходилось 88,2 мужчин также старше 18 лет.
Средний доход на одно домашнее хозяйство статистически обособленной местности составил 37 790 долларов США, а средний доход на одну семью — 41 063 доллара. При этом мужчины имели средний доход в 29 676 долларов США в год против 27 435 долларов среднегодового дохода у женщин. Доход на душу населения статистически обособленной местности составил 37 790 долларов в год. 12,5 % от всего числа семей в населённом пункте и 14,9 % от всей численности населения находилось на момент переписи населения за чертой бедности, при этом 25,4 % из них были моложе 18 лет и 14,8 % — в возрасте 65 лет и старше.